# Buchanania cochinchinensis
Buchanania cochinchinensis là một loài thực vật có hoa trong họ Đào lộn hột. Loài này được (Lour.) M.R.Almeida mô tả khoa học đầu tiên năm 1996.